# Asma al-Ghul
Asma al-Ghul o Al Ghoul o Alghoul (àrab: أسماء الغول, Asmāʾ al-Ḡūl) (Rafah, 17 de gener de 1982) és una activista, periodista i feminista palestina, que escriu per al periòdic de la ciutat de Ramal·lah Al-Ayyam, sobretot cròniques sobre el que ella denomina «la corrupció de Fatah i el terrorisme de Hamàs.» Al-Ayyam és, de vegades, prohibit a Gaza per Hamàs. Al-Ghul és descrita pel New York Times com una «periodista coneguda per la seua postura desafiadora contra les violacions dels drets civils a Gaza.»

## Biografia
Al-Ghul és natural de Rafah, una ciutat de Gaza fronterera amb Egipte, amb una població composta sobretot per refugiats palestins. El 2003 es casa amb un poeta egipci, i es traslladen a Abu Dhabi. Es divorcien més tard, i ella torna a Gaza amb el seu fill. El 2006, al-Ghul renuncia a vestir l'hijab (mocador islàmic que cobreix cap i pit).
El 2009 al-Ghul declarà haver estat detinguda i interrogada per Hamàs després de passejar en una platja pública prop del camp de refugiats Al Shati, a Gaza, amb un grup d'amics, mentre duien pantalons vaquers i camises sense mocador al cap, i rient. L'Associated Press va dir que era la primera vegada, des que arribà al poder al 2007, que Hamàs havia castigat una dona per comportar-se d'una manera antiislàmica. Al-Ghul afirmà que els seus amics homes haurien estat detinguts després durant unes hores, colpejats i després obligats a signar declaracions dient que no tornarien a "violar les normes morals públiques". Hamàs ha negat aquest incident.
Al febrer de 2011, al-Ghul fou colpejada mentre cobria una manifestació a favor de la solidaritat entre palestins i egipcis.
El març de 2011, al-Ghul i altres set periodistes palestines foren colpejades per les forces de seguretat d'Hamàs, quan cobrien manifestacions que demanaven a aquesta organització buscar una reconciliació pacífica amb Fattah. Més tard, el govern d'Hamàs es va disculpar per alguns d'aquests atacs i prometé iniciar-ne una recerca.
Als 18 anys, al-Ghul guanyà el premi de Literatura Juvenil palestina. Al 2010 rebé el Guardó Hellman-Hammett de Human Rights Watch, destinat a ajudar i premiar escriptors "que s'atreveixen a expressar idees que critiquen la política pública oficial o gent en el poder." La seua obra ha estat traduïda a l'anglés, danés i coreà.
El 2012, al-Ghul fou guardonada amb el Premi al Valor en el Periodisme per la International Women's Media Foundation. Treballa per a la Fundació del Líban Samir Kassir, que advoca per la llibertat dels mitjans.
El 3 d'agost de 2014, almenys nou membres de la seua família moriren en un atac aeri israelià, a Rafah, al sud de la Franja de Gaza. En un assaig titulat Mai al-Ghul relata les seues experiències després de conéixer la mort de la seua família.
La seva autobiografia, L'insoumise de Gaza (Calmann-Lévy, 2016), coescrita amb el periodista francolibanès Sélim Nassib, ha estat recentment traduïda al català sota el títol La insubmisa de Gaza (Èter Edicions, 2024)